# Italo Falcomatà
Italo Falcomatà (né le 8 octobre 1943 à Reggio de Calabre et mort le 11 décembre 2001 à Reggio de Calabre) est un homme politique et professeur italien. 
Professeur dans l'enseignement secondaire puis universitaire, il fut un maire très populaire de la ville de Reggio de Calabre de 1993 à sa mort en 2001 (étant d'ailleurs le seul à avoir effectué trois mandats successifs). La période durant laquelle il siégea à la tête de la municipalité est connue sous le nom de Printemps de Reggio et correspond à une période d'important redressement et renouveau social, économique et culturel de la ville.

## Biographie

### Études et enseignement
Italo Falcomatà naît le 8 octobre 1943 à Reggio de Calabre. Il étudie au lycée classique Tommaso Campanella, de Reggio, puis fréquente la Faculté de Lettres et philosophie de l'Université de Messine. Il y obtient une laurea (diplôme universitaire) avec une thèse en histoire contemporaine intitulée Le Corriere di Calabria et l'opinion publique à Reggio durant la Grande Guerre (en italien : Il Corriere di Calabria e l'opinione pubblica reggina nella Grande Guerra).
Il a été enseignant à plusieurs reprises :
- professeur d'italien à l'Institut technique industriel Panella.
- professeur d'histoire contemporaine à la Faculté de Sciences politiques de l'Université de Messine (de 1992 à 1993).
- professeur d'histoire de l'Italie contemporaine à l'Université pour étrangers de Reggio de Calabre.

Il porte également un vif intérêt à l'étude du rôle de la bourgeoisie durant la période de la Grande dépression dans le Mezzogiorno (le sud de l'Italie). Il publie ainsi divers ouvrages sur ce thème et notamment Giuseppe De Nava, un conservateur réformiste méridional (en italien : Giuseppe De Nava, un conservatore riformista meridionale) qui lui vaut d'être récompensé par le Prix Sila en 1978.

### Débuts en politique
Au début des années 1980, Italo Falcomatà décide d'entrer en politique et milite dans la Fédération des Jeunes Communistes italiens (la FGCI). En 1980, il est élu conseiller communal de Reggio de Calabre, il se fait ainsi remarquer pour son intérêt et son soutien aux difficultés que doivent affronter les zones périphériques et les banlieues de Reggio. Il se présente ensuite aux élections générales italiennes de 1983 et est candidat à la Chambre des députés pour le Parti communiste italien mais il n'est pas élu.
En 1991, le Parti communiste italien est dissous et devient le Parti démocrate de la gauche, auquel adhère Italo Falcomatà. Il est de nouveau candidat au siège de député lors des élections générales italiennes de 1992 mais n'est pas élu.

### À la mairie de Reggio
Le 28 novembre 1993, le conseil communal de la ville de Reggio de Calabre l'élit maire. Il démontre alors de grandes qualités de médiateur, évitant notamment la dissolution du conseil communal après la démission du précédent maire, Giuseppe Reale.
En avril 1997 ont lieu les premières élections de la mairie de Reggio par la population de la ville (le maire était auparavant élu par le conseil communal). Durant celle-ci, Italo Falcomatà affronte le candidat de droite Antonino Monorchio, membre du parti Pôle pour les libertés. Même si la majorité au conseil communal soutient le candidat de droite, Falcomatà parvient quand même à être élu grâce au vote du peuple et à gouverner la ville en alternance tout en réussissant à imposer les mesures sociales qu'il avait promises. Il parvient ainsi à obtenir les fonds du Decreto Reggio, bloqués depuis plusieurs années, qu'il utilise pour l'assainissement et le développement de la cité.
Sa politique de relance sociale de la ville, améliorant la qualité et l'environnement de vie de nombreux citadins, le rend très populaires auprès de la population de la ville de Reggio (qui compte alors 180 000 habitants). Ainsi, aux élections administratives d'avril 2001, il est réélu maire dès le premier tour avec 57,1% des voix, le candidat d'extrême-droite Antonio Franco (membre d'Alliance nationale) arrivant second avec 37% des voix. Il devient ainsi le seul maire de Reggio de Calabre depuis le XIXe siècle à avoir effectué trois mandats successifs. Cependant, le 13 juillet de la même année, il annonce lui-même à ses concitoyens qu'il est atteint de leucémie, maladie dont il décède cinq mois plus tard le 11 décembre 2001.
Son fils Giuseppe Falcomatà (né en 1983), marchant dans les traces de son père, a été élu maire de la ville de Reggio de Calabre en octobre 2014.

## Action à la tête de la municipalité de Reggio
Italo Falcomatà est resté très populaire auprès de ses concitoyens pour avoir réussi à redonner une impulsion à la ville de Reggio, qui souffrait de nombreux problèmes socio-économiques et culturels depuis la fin de la Seconde Guerre mondiale, situation encore empirée dans les années 1970 après les émeutes de Reggio en réaction à la perte par la ville du statut de chef-lieu de la région Calabre (transférée à la ville de Catanzaro plus au nord). Les années durant lesquelles Italo Falcomatà siégea à la tête de la municipalité de la ville sont ainsi parfois intitulées Printemps de Reggio, période d'important redressement et de renouveau pour la ville.
Ses actions sociales et sa lutte contre la criminalité lui ont cependant valu d'être menacé de mort à plusieurs reprises par la puissante mafia locale (la 'Ndrangheta). Il a également lutté contre la construction urbaine illégale, menée par des clans mafieux locaux ou des chefs d'entreprises peu consciencieux.
En reconnaissance aux services rendus à la ville, la municipalité de Reggio de Calabre lui a intitulé le Lungomare Falcomatà (plus long et plus célèbre boulevard de la ville, en bord de mer et longeant le détroit faisant face à la Sicile).